# Buzy
Buzy ist eine französische Gemeinde mit 1011 Einwohnern (Stand 1. Januar 2022) im Département Pyrénées-Atlantiques in der Region Nouvelle-Aquitaine (vor 2016: Aquitanien). Die Gemeinde gehört zum Arrondissement Oloron-Sainte-Marie und zum Kanton Oloron-Sainte-Marie-2 (bis 2015: Kanton Arudy).
Die Bewohner werden Buzéens oder Buzéennes genannt. Der Name in der gaskognischen Sprache lautet Busi.

## Geographie
Buzy liegt ca. 20 km südöstlich von Oloron-Sainte-Marie am Eingang des Vallée d’Ossau in der historischen Provinz Béarn.
Umgeben wird der Ort von den Nachbargemeinden:
|        | Lasseubetat Gan                             |                 |
| Buziet | Kompassrose, die auf Nachbargemeinden zeigt | Rébénacq Bescat |
|        | Arudy                                       |                 |

Buzy liegt im Einzugsgebiet des Flusses Adour. Der Gave d’Ossau markiert zu einem großen Teil die südliche Grenze zur Nachbargemeinde Arudy.
Einer seiner Zuflüsse, der Escou, auch Ruisseau le Poun-Débat genannt, strömt durch Buzy, ebenso wie der Ruisseau Moulias, auch Ruisseau le Bournasse genannt, mit seinen Zuflüssen
- Ruisseau de Cambagne und
- Ruisseau des Trébès.

Der Wasserlauf des Ruisseau d’Escou endet auf dem Gebiet der Gemeinde.

## Geschichte
In der Grotte Junqua im Nordwesten des Gemeindegebiets belegen Artefakte die Existenz von Menschen während der Urgeschichte. Der Dolmen von Buzy an der Grenze zur Nachbargemeinde Bescat datiert wahrscheinlich aus dem Endneolithikum und zeigt ebenfalls eine frühe Besiedelung.
In den Schriften erschien Buzy erstmals im Jahre 1096 laut Pierre de Marcas Buch Histoire de Béarn. Weitere Erwähnungen und Toponyme waren in der Folge Busia (1170, laut Pierre de Marca), Busi (12. Jahrhundert, Schriften der Pilgerherberge von Gabas, heute Ortsteil von Laruns), Buzi en Bag (1343, Schriften von Pardies), Buzii (1429, Gemeindearchiv), Saint-Saturnin de Buzy (1608, Eingliederung in das Bistum Oloron) und Busy (1614, Manuskript des 16. bis 18. Jahrhunderts).
In der Volkszählung von 1385 wurden 55 Haushalte gezählt und vermerkt, dass das Dorf in der Bailliage des Archidiakonats von Ossau liegt.
Auf der Karte von Cassini 1750 ist Buzy als Buzi eingezeichnet. Während der Französischen Revolution 1793 wird die Gemeinde noch als Bury geführt, während des Französischen Konsulats acht Jahre später als Buzy.
Nach einem eher moderaten Wachstum im Laufe der Jahrhunderte begründete die Eröffnung eines Bahnhofs im Jahre 1883 auf der Strecke Buzy–Laruns einen Entwicklungsschub. Während des Zweiten Weltkriegs wurde das Wasserkraftwerk der Gemeinde gebaut, an dessen Errichtung 250 Insassen des Internierungslagers Camp de Gurs mitarbeiten mussten.

### Einwohnerentwicklung
Seit dem Beginn der Aufzeichnungen während der Französischen Revolution stieg die Zahl der Einwohner bis 1881 auf über 1500. Anschließend erfolgte ein Rückgang bis auf etwas über 800 in den 1950er Jahren, wobei der Verlust während des Ersten Weltkrieges besonders hoch ausfiel (ca. 15 % Rückgang zwischen 1911 und 1921). Seitdem hat sich die Einwohnerzahl in einem Bereich zwischen 800 und 1000 stabilisiert.
| Jahr      | 1962 | 1968 | 1975 | 1982 | 1990 | 1999 | 2006 | 2009 | 2022  |
| --------- | ---- | ---- | ---- | ---- | ---- | ---- | ---- | ---- | ----- |
| Einwohner | 899  | 838  | 840  | 940  | 951  | 880  | 867  | 929  | 1.011 |

## Sehenswürdigkeiten

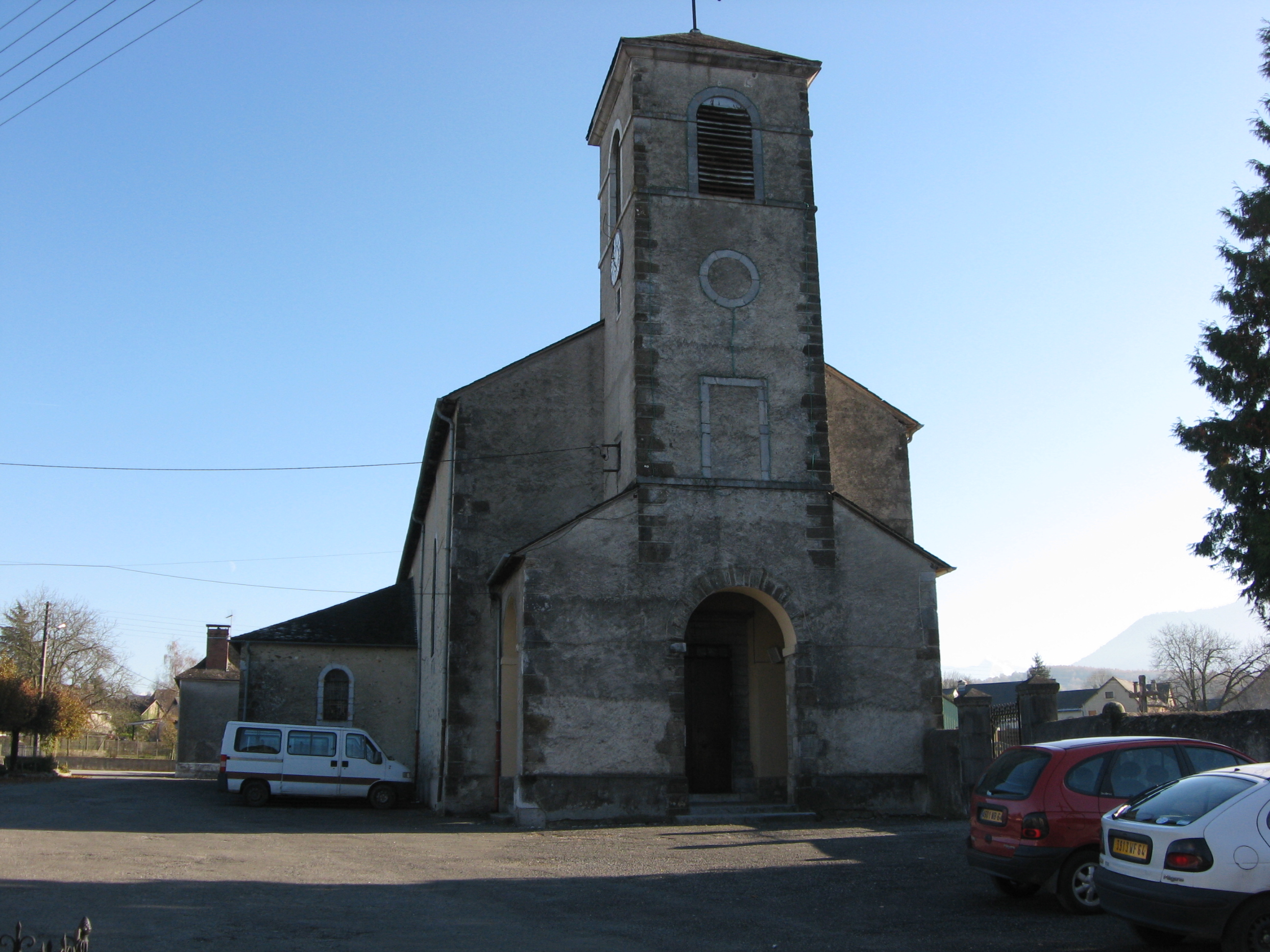
Kirche Saint-Martin

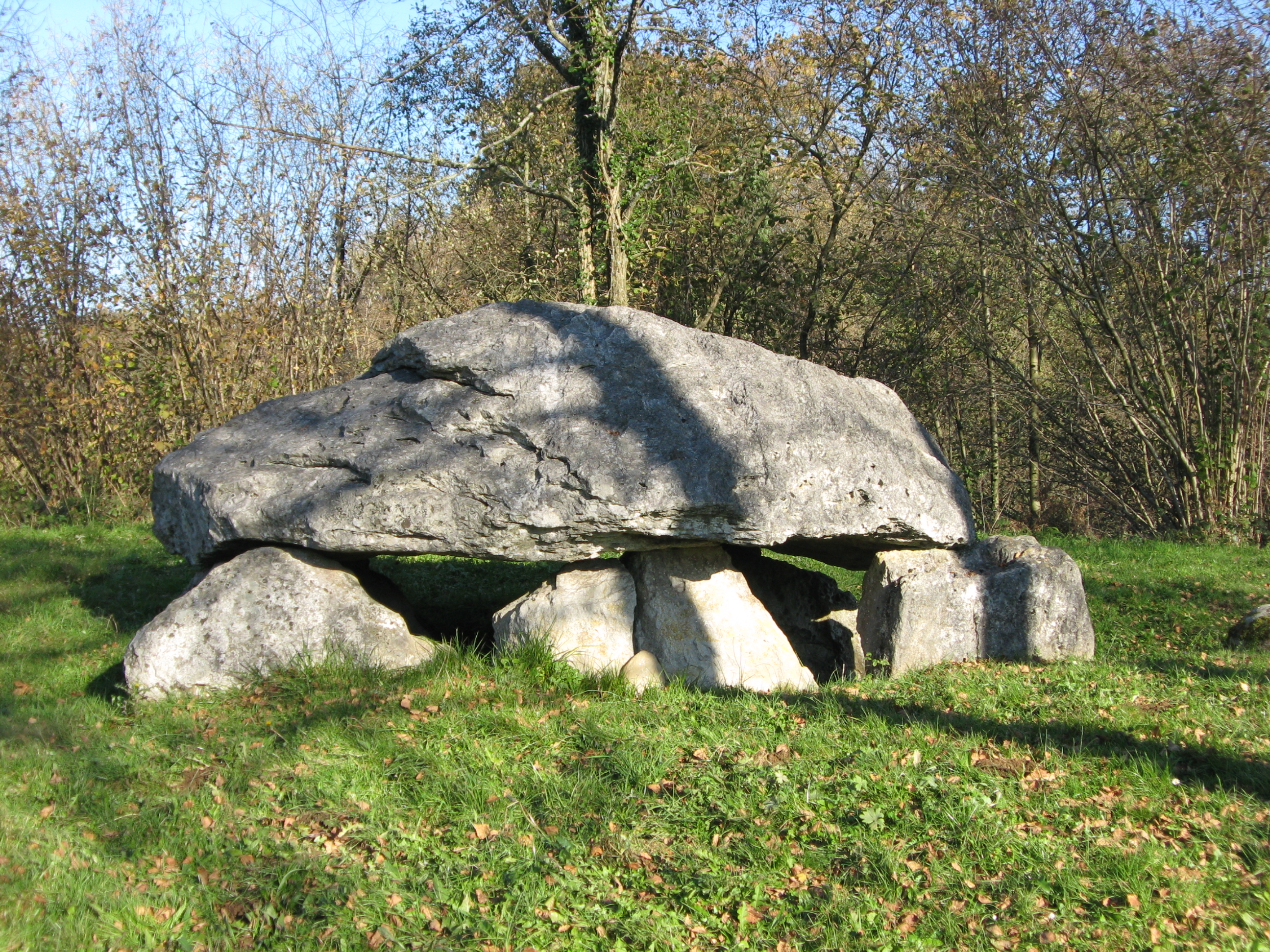
Dolmen von Buzy

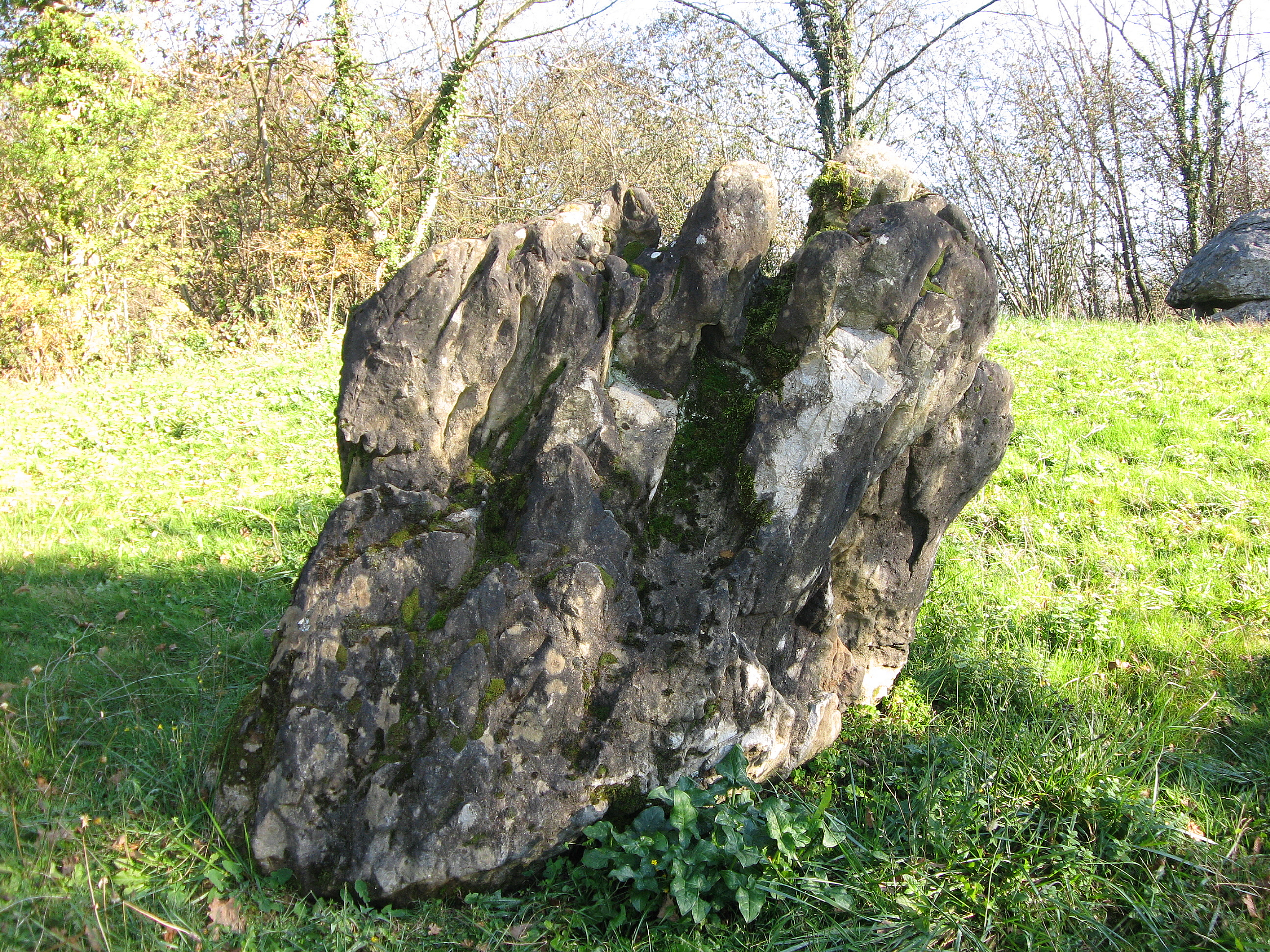
Felsen in der Nähe des Dolmens von Buzy

- Kirche, gewidmet Saturninus von Toulouse, der um 250 n. Chr. von Papst Fabianus zur Mission nach Gallien gesandt worden ist und erster Bischof von Toulouse war. Die Kirche ist im Jahre 1734 errichtet worden und hat mehrfache Änderungen im 19. Jahrhundert erfahren, insbesondere was den Glockenturm und Maueröffnungen betrifft. Das Langhaus birgt drei Kirchenschiffe. Das Besondere an dem Gotteshaus ist ein Gisant aus dem 16. Jahrhundert. Es handelt sich um Joannès de Aula oder Jean de La Salle, geboren 1445 in Busy, gestorben 1522. Er war Bischof von Couserans, später Bischof von Lascar.[9]

- Kapelle, gewidmet Maria. Die kleine Kapelle am Ortsrand war in früheren Zeiten dem heiligen Blasius von Sebaste gewidmet. Der Wechsel des Patroziniums erfolgte im Laufe des 18. und 19. Jahrhunderts im Zuge der Wiederherstellung der katholischen Konfession im Béarn.[10]

- Herrenhaus de Lassalle. Das im Renaissancestil errichtete Gebäude gehörte im 16. Jahrhundert wahrscheinlich Joannès de Aula, oder Jean de La Salle genannt, dessen Gisant sich in der Ortskirche befindet. Ein viereckiger Turm ist in der Mitte der Westfassade an das eingeschossige Wohnhaus gebaut. Der Zugang zum Gebäude führt über eine Spindeltreppe innerhalb des Turms. Die Außenmauern der Gebäude sind aus Kieselsteinen verschiedenen Ursprungs verbunden mit Kalksteinblöcken errichtet.[11]

- Haus Balesta. Häuser mit Toreinfahrten mit Kielbogen und Koppelfenstern werden im Ossautal häufig angetroffen, aber keine Straßenfassade aus Natursteinmauerwerk wie bei diesem Gebäude. Dieser Gebäudeteil scheint auch der älteste Teil des Bauwerks zu sein. Spuren eines ehemaligen Turmes sind anhand der Struktur des Mauerwerks zu erkennen. Die späteren Trakte sind rund um einen Innenhof errichtet worden. Bemerkenswert sind auch die Staffelgiebel, bei der jede Stufe von einer Schieferplatte gedeckt ist.[12]

- Dolmen von Buzy. → Hauptartikel: Dolmen von Buzy

- Felsen, genannt Caillou de Téberne. In der unmittelbaren Nähe des Dolmens ragt ein unregelmäßig geformter Felsen empor, ein Relikt des einstigen Gletschers von Ossau. Auch der Felsen besaß eine kultische Funktion, wie mysteriöse Inschriften zeigen. In seiner Nachbarschaft befand sich ein weiterer flacher Stein mit zwölf Sonnenkreisen, jeder mit einem Durchmesser von ungefähr 10 cm. Er ist zweifellos aus der Bronzezeit datiert und heute im Museum von Arudy ausgestellt.[13]

## Wirtschaft und Infrastruktur

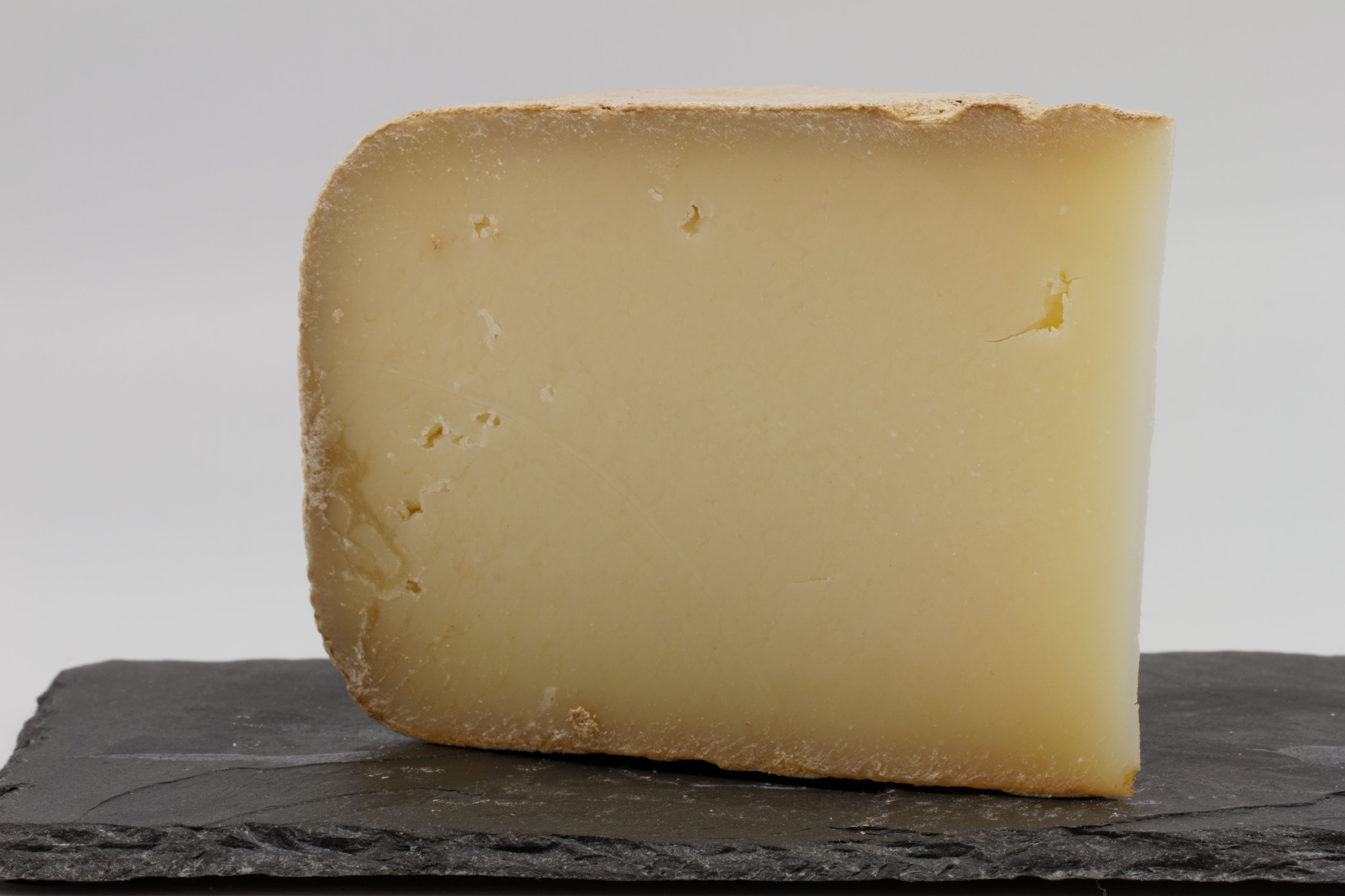
Ossau-Iraty

Der wichtigste Faktor der Wirtschaft der Gemeinde sind Ackerbau und Viehzucht.
Buzy liegt in der Zone AOC des Ossau-Iraty, ein traditionell hergestellter Schnittkäse aus Schafmilch.

### Bildung
Buzy verfügt über eine öffentliche Vor- und Grundschule mit 68 Schülerinnen und Schülern im Schuljahr 2016/2017.

### Sport
Der Fernwanderweg GR 78 von Carcassonne nach Saint-Jean-Pied-de-Port führt durch die Gemeinde. Er folgt einem Nebenweg des Jakobswegs nach Santiago de Compostela.
Auf dem Gebiet der Gemeinde befindet sich ein Motocross-Rundkurs mit einer Länge von 1.300 Metern.

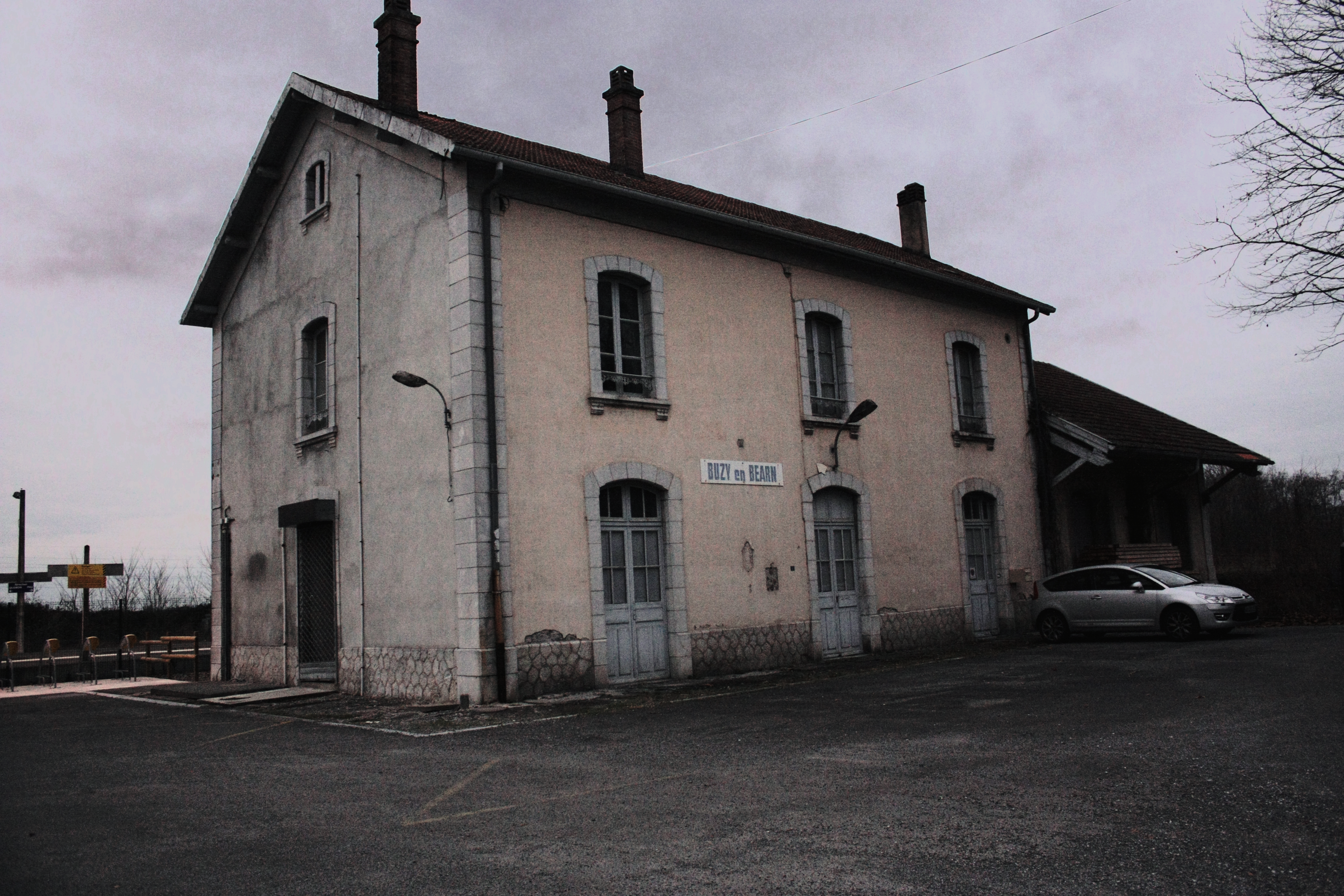
Bahnhof von Buzy

### Verkehr
Buzy wird durchquert von den Routes départementales 34, 920 (ehemalige Route nationale 618b) und 936 (ehemalige Route nationale 636).
Die Linie 63 des TER Aquitaine, einer Regionalbahn der staatlichen SNCF, bedient mehrmals täglich die Bahnstrecke von Pau nach Bedous über Oloron-Sainte-Marie. Es befindet sich ein Halt auf dem Gebiet der Gemeinde außerhalb des Ortszentrums in nördlicher Richtung gelegen.

## Persönlichkeiten
- Jean de Préchac (1647–1720), Schriftsteller